# رود سله‌یا
رود سله‌یا (انگلیسی: Seleya) یک رودخانه در سرزمین پرم کشور روسیه است.